# Photonectes achirus
Photonectes achirus és una espècie de peix de la família dels estòmids i de l'ordre dels estomiformes.

## Morfologia
- Els mascles poden assolir 6,2 cm de longitud total.[1][2]

## Hàbitat
És un peix marí i d'aigües profundes que viu entre 75-1.400 m de fondària.

## Distribució geogràfica
Es troba al Carib i el nord-est del Golf de Mèxic.